# メルキア
メルキアは、テレビアニメ『装甲騎兵ボトムズ』に登場する架空の惑星。

## 概要
アストラギウス銀河を真っ二つに分けた第三次銀河大戦時、バララント側の攻撃で首都星ギルガメス、そして第二首都星ビシュティマを失った後、ギルガメス連合が三番目に設立した首都惑星である。
テレビシリーズ前半期の舞台もこの星である。

## 国家構造
ギルガメス連合の中で、政府はメルキア政府という名称で呼ばれ、他のギルガメス国家との交流を行うが、内政に関してはメルキア政府という形で行う。しかし、軍上層部が権限を持ち、のさばっているような状況から、民間政府としては殆ど機能しておらず、軍部の傀儡に等しい状態となっている。
軍部が主導を握っている背景には、百年戦争の流れを変えたAT（アーマードトルーパー）の開発でギルガメス主星の地位を得た国家内政府間の状況がある。必然的にも軍需産業が隆盛となったメルキアでは、アデルハビッツ社をはじめとした軍需企業が政府との間に太いパイプを繋いでおり、政治が腐敗していることがうかがえる。
政府が軍事方面へ偏り、政治家や軍の高官が私腹を肥やす一方、戦争難民は保障されず貧困層は増大し、市民の貧富格差は拡がっている。治安も悪化しており、多発する犯罪にメルキア全土は苛まれている。

## 惑星環境
メルキアを主星とした後、ギルガメス軍はATをもってバララントへの反攻に出たが、これによって百年戦争末期の戦火は苛烈を極め、バララントの攻撃で2度首都星を失ったギルガメスだったが、メルキアを破壊されることはなかった。
しかし、惑星自体は破壊を免れこそしたものの、バララント艦隊による爆撃によって、地表は放射能などによる汚染が進み、大気中の汚染も深刻で、雨は酸を含むようなものとなっていった。
百年戦争が終結する頃には、戦火によって国土の大半が焼かれ、人口の4分の3が死に絶えたという有様であり、現在も惑星の自然破壊と戦争の爪痕が重くのしかかっている。

## 軍需企業
メルキアで最も有名な軍需企業はアデルハビッツ社で、アストラギウス暦7183年4月のMT（マシントルーパー）の開発を進め、やがて、それはATという身長4m程度の人型歩行兵器へと発展してゆく。
アデルハビッツ社が真の意味でメルキア1の軍需企業となったのは、7198年のATM-09-STスコープドッグの開発に成功したことに尽きる。最も完成度が高いとされるこのATによってメルキアの首都星としての地位は不動のものとなる。また、メルキア第二の軍需企業は、ATH-06-WPダイビングビートルを開発したレメンブルク社が有名である。
しかし、アデルハビッツ社内の技術陣で不満を持つ一部の技術者達がコルヴェ星系へと流れ、そこでATH-14-STスタンディングトータスをはじめとしたトータス系ATを製作したウットヘルト社を設立する動きも起きている。
ATの生産によって、主星となったメルキアだが、多くのATを生産したアデルハビッツ社が軍と大きな繋がりを持ち、やがて、肥大化する軍の要求がPSや、より高性能なATを生み出すようになってゆき、大戦末期と休戦中には、こういった動きが多く見られたが、7214年の再戦時にはこれらの技術はさして用いられることはなかった。
また、銃器関係では、アーマーマグナムなどの製造で名高いバカラ・メタル社が中心となっている。

## メルキア各地
メルキアは実在の地球に似た大陸を持つ。ユーラシア大陸によく似たローラシル大陸、南北アメリカに類似しているパレゲア大陸、ローラシル大陸と地続きになっていない事を除けば、アフリカ大陸に近いラカルパ大陸、オーストラリア大陸に当たると思しきクーバニア大陸に、南極大陸という5つの大陸を持つ。
百年戦争が終わったメルキアの国土は荒廃し、各地では治安悪化や、インフレなどの社会問題が蔓延している。また、クメン王国のような内乱で揺れる国もある。
- ウド

ローラシル大陸の中央付近に属する爆撃で開いたクレーターの中に出来た階層都市の街。治安が悪く、バトリング興行が盛んだった。7214年2月に軍の介入によって崩壊した。テレビシリーズから30年後の『幻影篇』では再開発計画により復興し、治安もある程度改善された模様。それでも相変わらずバトリングは盛んである。
- バカラ・シティ

OVA『ザ・ラスト・レッドショルダー』に登場したラカルパ大陸の地方都市。多くのATのジャンクパーツが揃っている。
- デライダ高地

ラカルパ大陸にある軍施設を保有した場所。終戦前にバララントの爆撃によって、放射能汚染が広範囲に残ったが、被害は誇張宣伝されていた。ここの中央基地で、メルキア戦略機甲兵団特殊任務班X-1レッドショルダーの創始者のヨラン・ペールゼンが、秘密結社と共に潜伏し、PS開発を行っていたが、7214年3月に壊滅した。
- タ・ビング

『機甲猟兵メロウリンク』に登場したボルタート群島のガルバタン島にある港町。クメンに近い為、傭兵の募集も行われ、バトリングも盛んで、プランバンドール・スキャンダルに関与しているとされるフォックス中尉が花形選手となっていた。
- クメン王国

ローラシル大陸南端のバラミル半島に属する小国。近代化を巡って、クメン政府と王族率いる反政府軍が対立していたが、7214年6月に反乱は鎮圧された。しかしその後も政情不安定が続き、クーデターと政権交代が繰り返される状況が30年続いている。（『幻影篇』より）
- ドッパー刑務所

軍を退役し、プランバンドール・スキャンダルの容疑者であるバンスが所長を務める悪名高い軍刑務所。月に一度、フラワーロードと呼ばれる干潮時の時に現れる道によって地続きになる。
- ケラマ

現在はゴーストタウンと化した街で、ATの燃料であるPR（ポリマーリンゲル液）の生成が盛んだった。7215年の開戦前に爆発、消滅する。
- バラシュ＝トラ山脈

ローラシル大陸を横断する山脈で、ここではバラシュ＝トラ横断鉄道が交通手段として普及しているが、近隣の山には軍からあぶれた山賊が潜み、襲撃してくる危険地域でもあり、山賊のリーダーはプランバンドール・スキャンダルの関係者のガナード少尉だともいわれる。
- コーザ

惑星防衛軍の基地があり、軌道上の艦隊を迎撃する為の大型ミサイルサイロが配置されている。7215年7月の開戦時に、バララント軍の奇襲攻撃によって壊滅、同時にディーテル・ロイル・バッテンタイン中将の命令で、ここに派遣されていたメルキア情報部のキーク・キャラダイン中尉もブランバンドール・スキャンダルの中心であったヘルメシオン准将並びに、ボイル少佐と共に死亡した。
- ア・コバ

OVA『ビッグバトル』の舞台である交易とバトリングが盛んな中立都市。ここでは、バララントPSがテストを受けていたという報告があった。開戦前の7215年6月に地上戦艦が暴走し、壊滅している。
- グルフェー

小説『孤影再び』の舞台となる交易都市。千年前からマーティアルの庇護を受け、独立自治を維持してきた。しかし、アレギュウムの赫い霍乱でマーティアルの権威が衰退した以後は、その権益を奪おうとするグレン・パッツラー中将の命を受けた黒い稲妻旅団による包囲を受けている。堅気の商人として成功したバニラ・バートラーが自治組織の幹部を務めている。

## 『青の騎士ベルゼルガ物語』でのメルキア
外伝作品の『青の騎士ベルゼルガ物語』でも、様々な地域が登場する。
また、『K’』と『絶叫の騎士』では、W-1（ウォーリァー１）と呼ばれる機体がメインで「メルキア騎士団計画」が発動された。
- コボト

主人公ケインが、クエント人シャ・バックと共に住んでいた街。ここで、ケインはシャ・バックをクリス・カーツが操る黒き炎（シャドウフレア）に殺され、復讐の旅に出た。
- アグ

クリス・カーツが潜んでいた街で、ケインはここでバララントからの逃亡時に逢ったロニー・シャトレと再会する。最下層に”ファイア・キャスク”と呼ばれるバトリング場がある。
- ボウ

ケインがクエント人ムディ・ロッコルと対戦した街。開戦後はロニーがバトリングに参加していた。プレイステーションソフト版では主人公のスタート地点となった。
- ワダ

プレイステーション版オリジナルの街で、砂漠の地域にある。ここでのバトリングは砂地戦がメイン。
- ダラ

原作開始に登場した街で、テレビシリーズのウドに類似した都市構造となっている。ケインはここでダート・クライトンから選手になるよう強引に持ちかけられるが、あっさりと蹴る。プレイステーション版にも登場。ゲームのストーリー選択では、ワダかダラ、どちらかの街に進んでから、もう一方の街に向かうようになっている。
- ク・アマ

『K’』前半の舞台の街。百年戦争再開後の7217年、ここで軍の一方的な徴兵令に反対するコル・ニコルをリーダーとするグループが、レジスタンス（コル・ニコルは実際には軍の内通者）として活動し、クローマ・ツェンダーと名を変えたケインも一時入っていた。
- ソークラウス基地

『K’』後半の舞台となった基地。ここでケインはメルキア騎士団計画に邪魔な旧劣等種としてロニーを殺されるものの、ダブ・ワン（W-1）を倒し、基地を壊滅させた。
- ミラフィオリ

メルキア南部の地方で、バララントの猛爆を受けたが、ここの地層から全ATの基となる究極兵器レグジオネータが掘り出された。
- ヴィクワール基地

『絶叫の騎士』の前半の戦場である基地。メルキア騎士団計画の障害であるケインに対抗するため、そのクローン兵士であるK’が産まれた。ここでケインはマティ・ウォルシープをはじめ、旧劣等種（ベルゼルガ）として軍から処刑されそうだった人々を救出し、基地を壊滅させた。
- サゾレ

メルキア騎士団計画の大元であるメルキア軍大将ネブロウ・S・ロリンザーが、宇宙戦艦ザゴルス・ワゴニアと共に潜んでいた基地。ここにケインは誘い出され、ロリンザーの腹心ギー・ゾクサーネンを重傷を負いながらも倒すが、ロリンザーを仕留めることは出来なかった。
- キア

ケインとATL-FSX-1サテライトとの戦闘などで壊滅した街。ここでケインは唯一の生き残りのウォーリィと出会う。
- ヴィルラン

メルキアの広大な砂漠地帯で、ヴィルランの亀と呼ばれる通称を持つ大岩がある。ここでケインはレグジオネータと初遭遇し、レグジオネータの圧倒的な力の前に更に重傷を負って敗退、ミーマ・センクァッター麾下のプリンクマイヤーの犠牲で生き延びる。
- ワルド

メルキアの古い地層がある街で、ここで生き残ったマティ達旧劣等種達がレトラ・トライブと共に避難し、ケインとミーマも合流する。そしてここの地層には古代文明の産物であり、レグジオネータが恐れるキューブが隠されている。ここをロリンザーはゼルベリオスで襲撃し、かつての同僚トライブを倒すが、ケインがミーマの協力でキューブとテスタロッサを手に入れ、ロリンザーを返り討ちにした。
- ダルダイオス

全高300メートルの丘からなる丘陵地帯で、戦艦ザゴルス・ワゴニアを核として、ダブ・ワンこと一型装甲兵士の新たなる首都となるべく開発がされていたが、ケインとミーマらの突入によって寸前で阻止される。ケインはここでレグジオネータと最後の死闘を展開した。